# Gemlik (district)
Gemlik is een Turks district in de provincie Bursa en telt 98.085 inwoners (2007). Het district heeft een oppervlakte van 376 km².
De bevolkingsontwikkeling van het district is weergegeven in onderstaande tabel.
| 1997   | 2000   | 2007   |
| ------ | ------ | ------ |
| 85.194 | 88.472 | 98.085 |